# 雅卡尔指数
雅卡尔指数（英語：Jaccard index），又称为交并比（Intersection over Union）、雅卡尔相似系数（Jaccard similarity coefficient），是用于比较样本集的相似性与多样性的统计量。雅卡尔系数能够量度有限样本集合的相似度，其定义为两个集合交集大小与并集大小之间的比例：
{\displaystyle J(A,B)={{|A\cap B|} \over {|A\cup B|}}={{|A\cap B|} \over {|A|+|B|-|A\cap B|}}.}
如果A与B完全重合，则定义J(A,B) = 1。于是有
{\displaystyle 0\leq J(A,B)\leq 1.}
雅卡尔距离（Jaccard distance）则用于量度样本集之间的不相似度，其定义为1减去雅卡尔系数，即
{\displaystyle d_{J}(A,B)=1-J(A,B)={{|A\cup B|-|A\cap B|} \over |A\cup B|}.}
此外，亦有人将雅卡尔距离定义两集合对称差{\displaystyle A\triangle B=(A\cup B)-(A\cap B)}的大小与并集大小之间的比例。
雅卡尔距离是所有有限样本集合间的度量。